# Machteld van Foreest
Pour les articles homonymes, voir Van Foreest.
Machteld van Foreest est une joueuse d'échecs néerlandaise née en août 2007 à Amsterdam, qui a remporté le championnat des Pays-Bas d'échecs féminin à quinze ans en 2022. 
Au 1er février 2022, elle est la troisième joueuse néerlandaise avec un classement Elo de 2 330 points.

## Biographie et carrière
Machteld van Foreest est née en août 2007 dans une famille de joueurs d'échecs qui comprend plusieurs  champions des Pays-Bas : Jorden van Foreest (né en 1999), Lucas van Foreest (né en 2001), Arnold van Foreest (1863-1954) et Dirk van Foreest (1862-1956).
Elle a remporté le championnat des Pays-Bas dans les catégories filles de moins de 10 ans, jeunes (tournoi mixte) de moins de 12 ans (en 2017 et 2018), moins de 14 ans (à dix ans, en 2018)
En 2018, elle partage la troisième place au championnat du monde féminin des moins de 12 ans à Santiago en 2018,.
Lors du championnat d'Europe d'échecs des nations féminin de 2021 (adultes), elle remporte la médaille de bronze individuelle au troisième échiquier avec 4 points marqués en 7 parties (l'équipe des Pays-Bas finit huitième de la compétition),.
Elle participe à l'Olympiade d'échecs de 2022 féminine, marquant 2 points sur 7 au troisième échiquier.
En 2022, elle reçoit le titre de maître international féminin. Elle remporte le championnat des Pays-Bas féminin dans la catégorie adulte en décembre 2022 à quinze ans, devenant la plus jeune joueuse à remporter le titre national féminin.
Elle remporte encore le titre national en 2025